# Reginamarsch
Reginamarsch (Flottans defileringsmarsch) är en militärmarsch komponerad av Ernst Urbach.  Marschen har troligen fått sitt namn från Regina Verlag, där den publicerades postumt 1929. Samma år antog Stockholms örlogsstation den som sin marsch och den kom så småningom att användas som defileringsmarsch inom hela flottan.
Marschen har blivit en av de mest spelade i Sverige, medan den i Tyskland verkar vara fullständigt okänd. Marinens Musikkår brukar använda marschen som stående extranummer vid sina framträdanden.